# Монастир Папрача
Монастир Папрача (серб. Манастир Папраћа, трансліт. Manastir Papraća) — сербський православний монастир, розташований у селі Папрача біля витоку однойменної річки, поблизу Шековічі на сході Республіки Сербської, Боснія і Герцеговина.

## Історія
Дата заснування монастиря невідома, але сучасні османські документи свідчать про те, що монастир існував у першій половині 16 століття.
Монахи Папрачі мали контакти з російськими правителями в 16-17 століттях. Вони часто їздили в Росію для збору коштів та пожертв. У 1551 р. ченці подорожували до Москви через Волинь у Великому князівстві Литовському, де отримали рукописну книгу Євангеліє від князя Дмитра Сангушка, який був онуком сербського деспота Йована Бранковича. Інша група ченців Папрачі отримала Псалтир від чоловіка на ім'я Нікола Серб. У 1559 році ченці Папрачі допомогли побудувати нову церкву в монастирі Троноша на заході Сербії. У 1645 р. російський цар Олексій Михайлович видав хартію, що дозволяла ченцям Папрачі збирати пожертви в Росії раз на вісім років. Їм вдалося подорожувати до Росії навіть під час Великої турецької війни (1683—1699).
Монастир був покинутий і зруйнований після Австро-турецької війни 1716—1718. Церкву відбудували в 1853 році, після того, як османська влада дозволила будівельні роботи. Відбудові допомогли кошти сербів Сараєво. У наступні роки церкву було відремонтовано і освячено у 1869 році. Монаше життя в Папрачі відновили в 1880 році. Під час Другої світової війни монастир було зруйновано, а його цінності викрадено. Він був частково відремонтований у 1954 році завдяки зусиллям монахині Варвари Божич із Тавського монастиря. Монастир був освячений 21 вересня 1975 року.
У 2005 році монастир Папрача був визначений національним пам'ятником Боснії та Герцеговини.